# Reflections (Gil Scott-Heron)
Reflections è il quinto album solista dell'artista statunitense Gil Scott-Heron, pubblicato nel 1981.
| Recensione       | Giudizio |
| ---------------- | -------- |
| AllMusic         | [ 1 ]    |
| Robert Christgau | B+       |

## Tracce
1. Storm Music – 4:51 (Gil Scott-Heron)
2. Grandma's Hands – 5:24 (testo: Bill Whiters – musica: Gil Scott-Heron)
3. Is That Jazz? – 3:43 (testo: Gil Scott-Heron – musica: Glen Turner, Gil Scott-Heron)
4. Morning Thoughts – 4:37 (musica: Vernon James)
5. Inner City Blues (Poem: The Siege of New Orleans) – 5:46 (testo: James Nyx, Marvin Gaye, Gil Scott-Heron – musica: Gil Scott-Heron)
6. Gun – 4:00 (testo: Gil Scott-Heron – musica: Gil Scott-Heron, Kenny Sheffield)
7. "B" Movie – 12:10 (Gil Scott-Heron)

## Classifiche
| Classifica (1982)         | Posizione massima |
| ------------------------- | ----------------- |
| Billboard 200             | 106               |
| US Top R&B/Hip-Hop Albums | 21                |